# Ilusiones
Ilusiones é uma telenovela argentina produzida pela Pol-ka Producciones e exibida pelo Canal 13 entre 4 de dezembro de 2000 e 12 de julho de 2001.

## Elenco
- Oscar Martínez - Félix Figueroa
- Catherine Fulop - Caridad Guanarito
- Patricio Contreras - Basilio de la Torre y Quirós
- Patricia Palmer - Laura Grimaldi
- Nicolás Cabré - Rafael Puntín
- Julieta Díaz - Maia Carregal
- Marcela Kloosterboer - Giuliana Parise
- Juan Darthés - Mario Miranda
- Marita Bllesteros - Nancy
- Mercedes Funes - Raquel